# Aż do śmierci

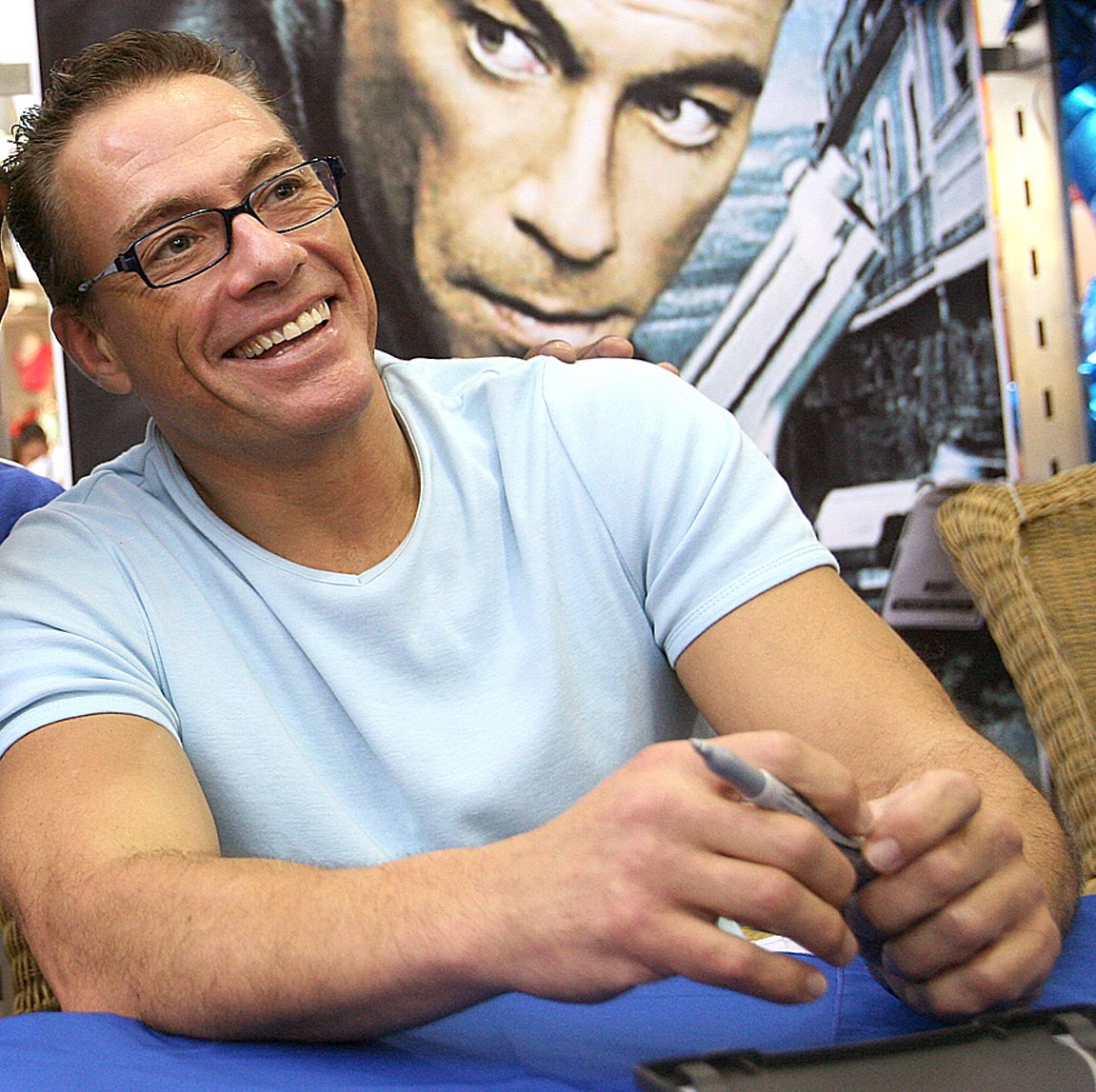
Jean-Claude Van Damme promuje film Aż do śmierci w Lackland Air Force Base w Teksasie − 2 czerwca 2007 roku

Aż do śmierci (ang. Until Death) – film akcji z 2007 roku, zrealizowany w koprodukcji czterech państw: Stanów Zjednoczonych, Wielkiej Brytanii, Niemiec i Bułgarii.

## Fabuła
Zdemoralizowany i antypatyczny porucznik podejmuje próbę moralnego odrodzenia, gdy cudem unika śmierci z rąk byłego partnera.

## Obsada
- Jean-Claude Van Damme − Anthony Stowe
- Gary Beadle − Mac Baylor
- Mark Dymond − Mark Rossini
- Selina Giles − Valerie
- Stephen Rea − Gabriel Callahan

i inni